# 柳博廷
柳博廷（發音：[lʲʊboˈtɪn]），或译为柳博京，是乌克兰哈爾科夫州哈爾科夫區柳博廷市镇内的城市及该市镇的行政中心，2020年7月18日前为该州的州辖市。該市距離州府哈爾科夫24公里，始建於1650年，面積31.1平方公里，海拔高度297米。2022年，人口为20001。

## 图集

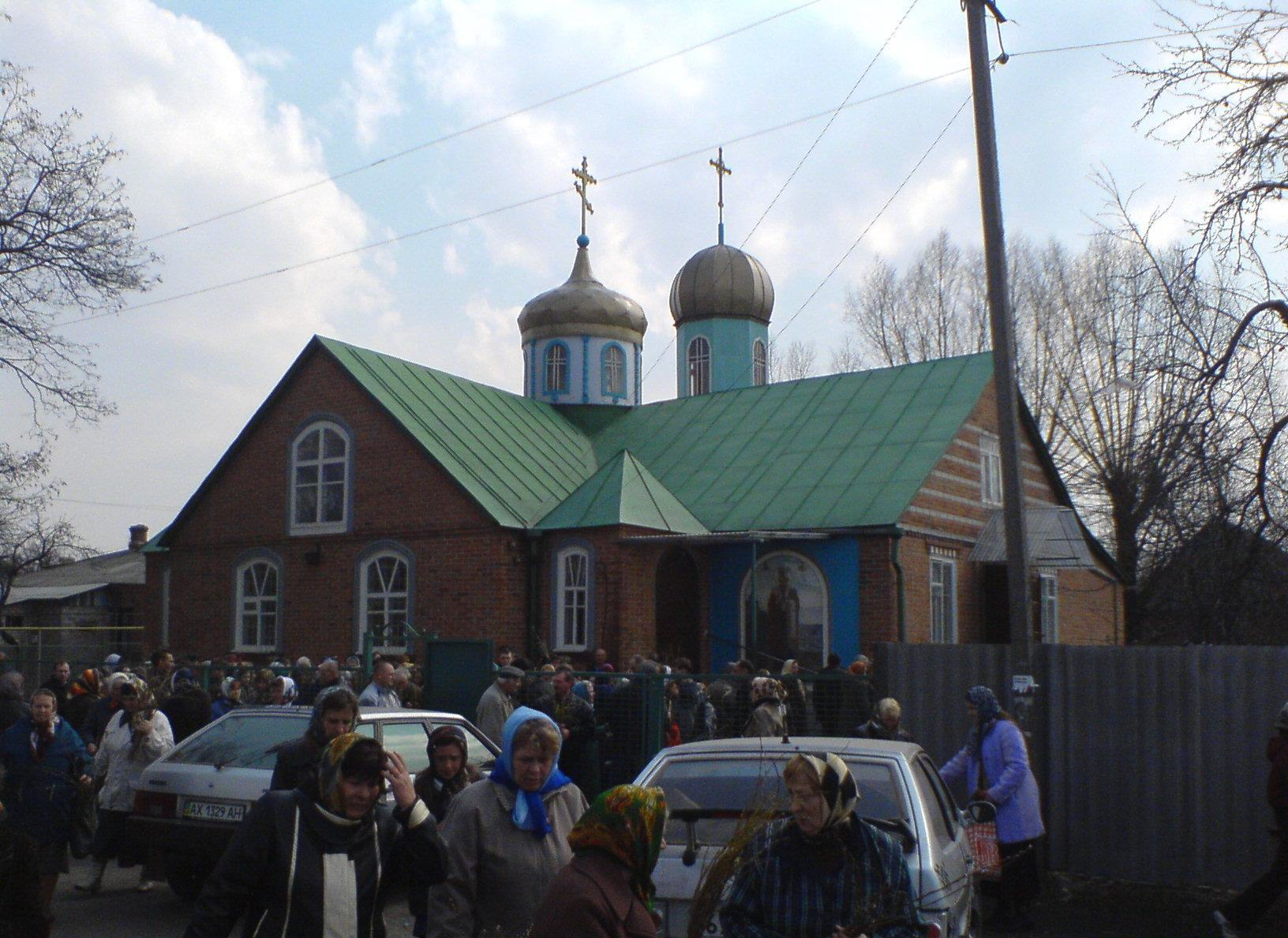
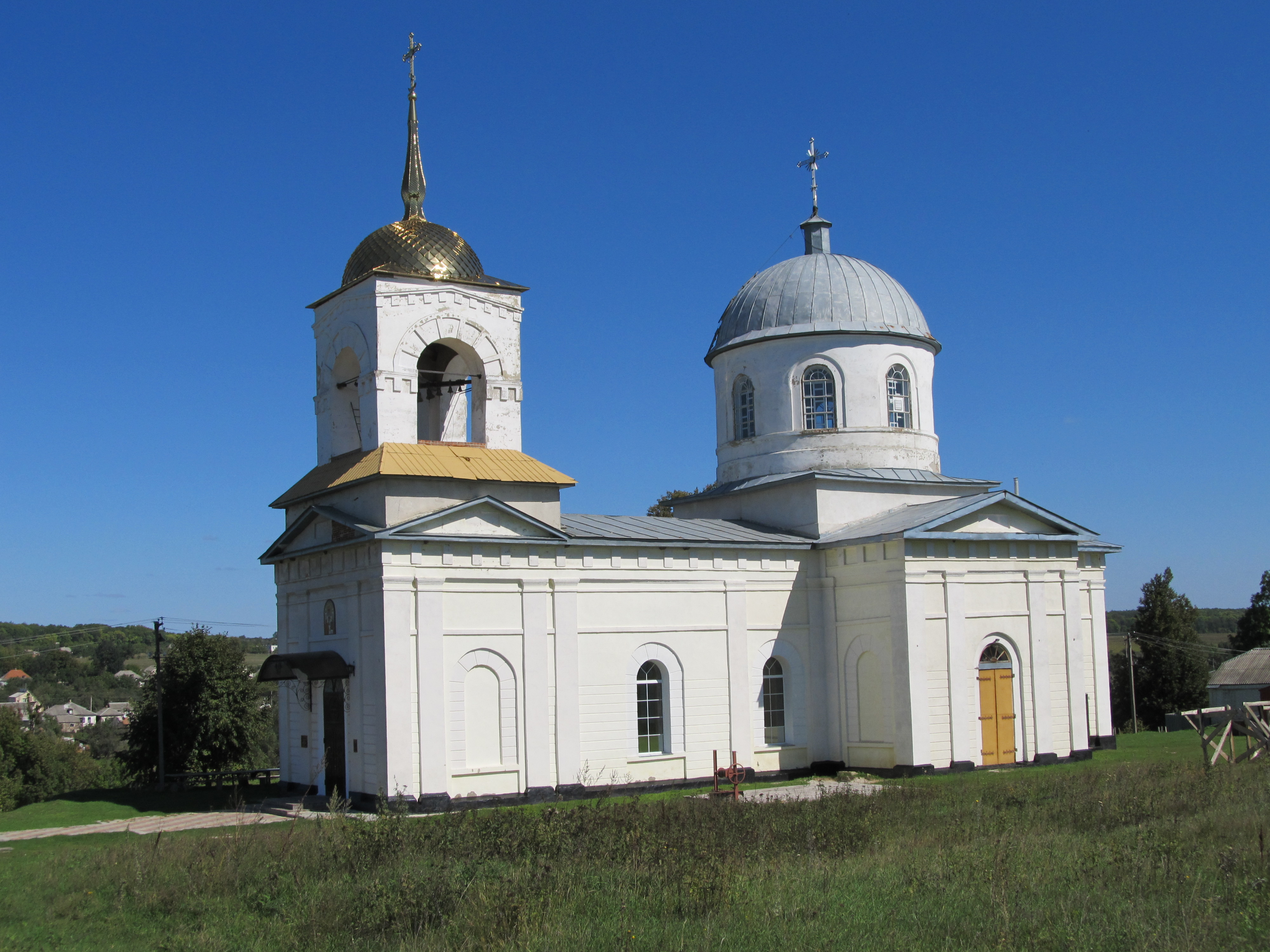
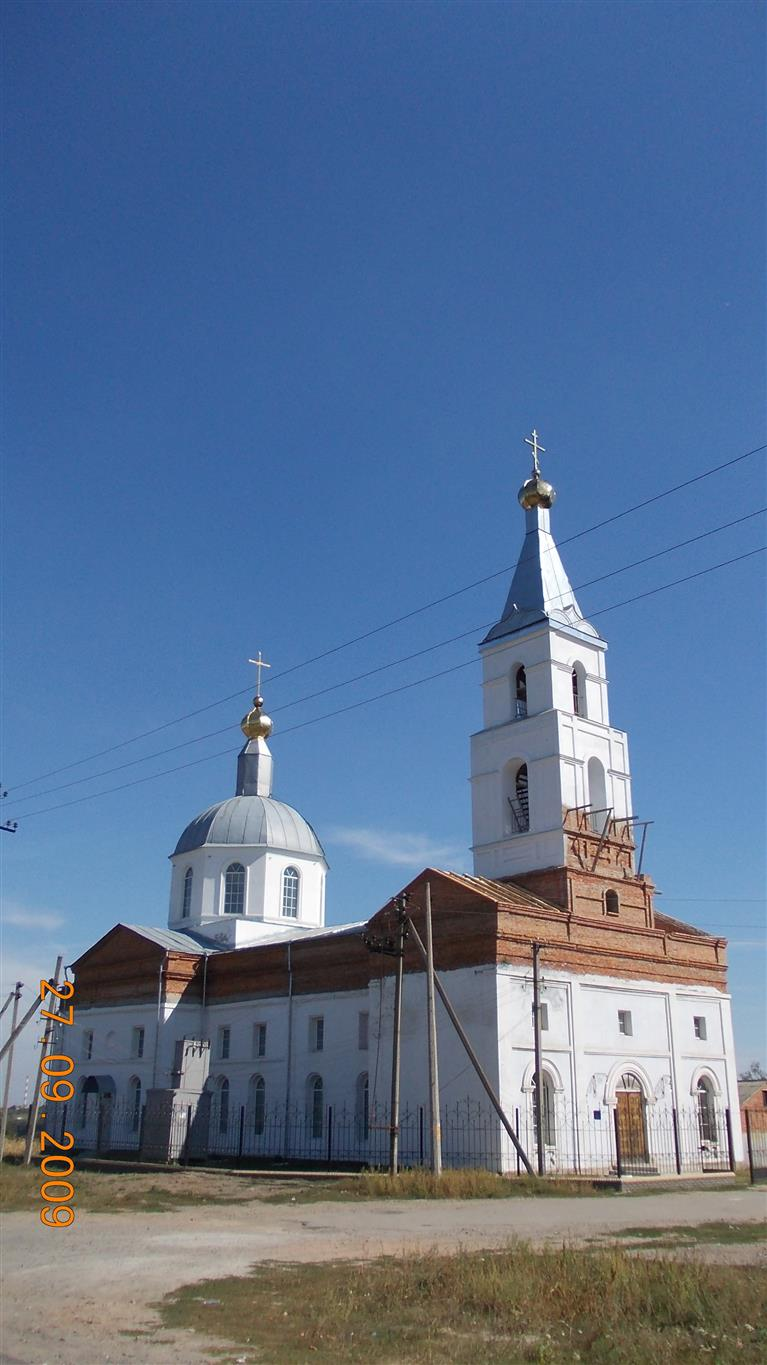
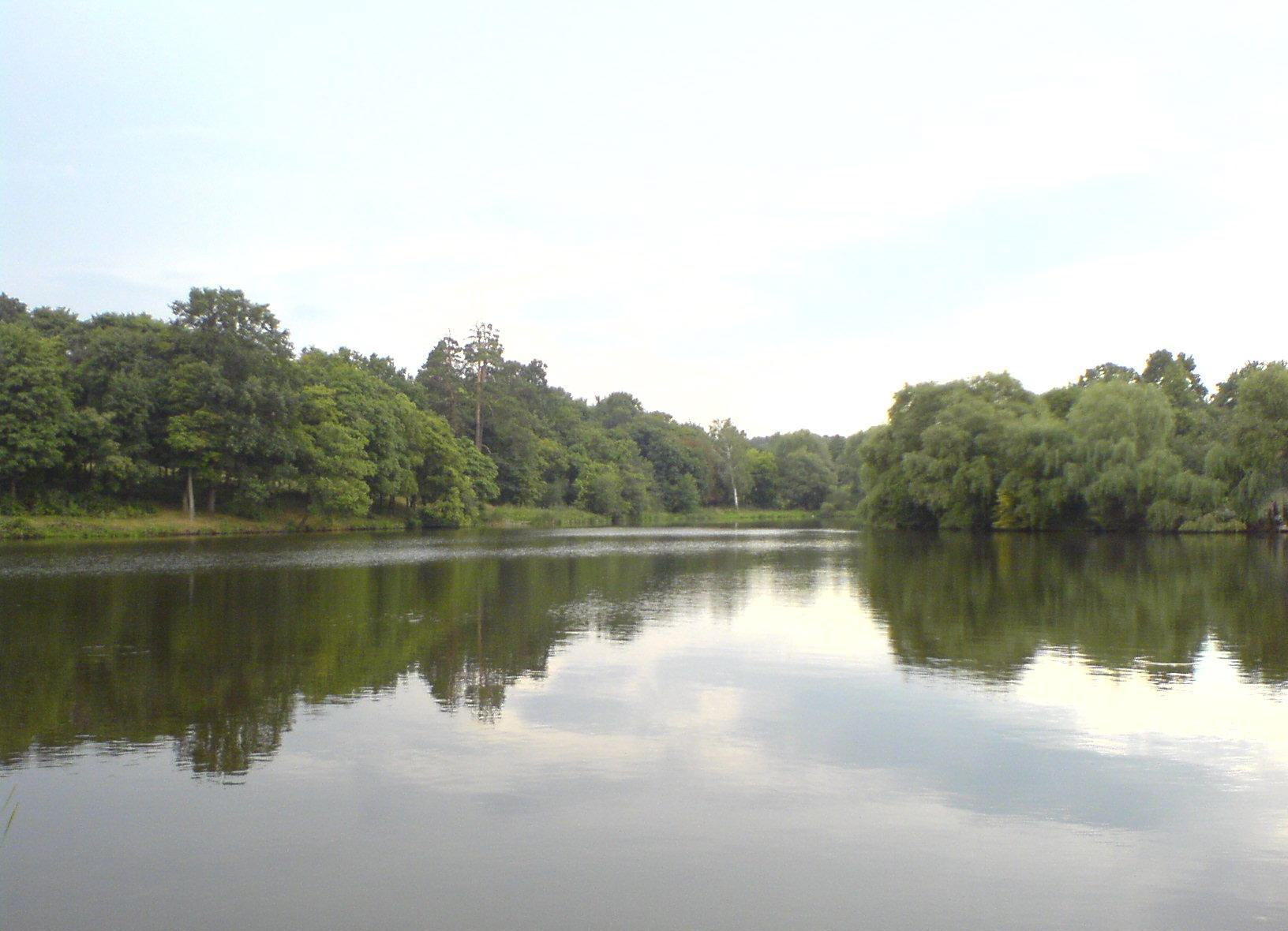
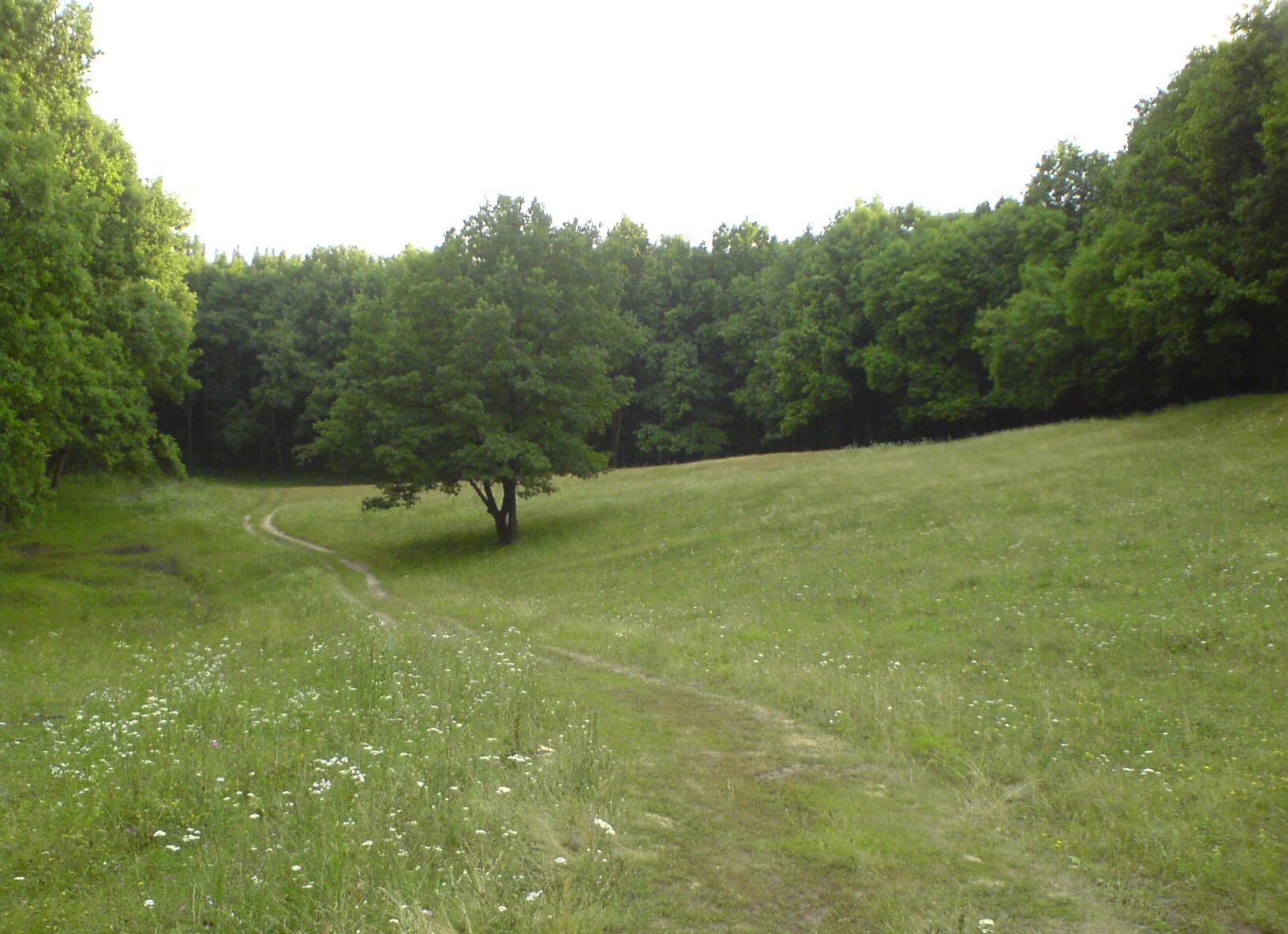
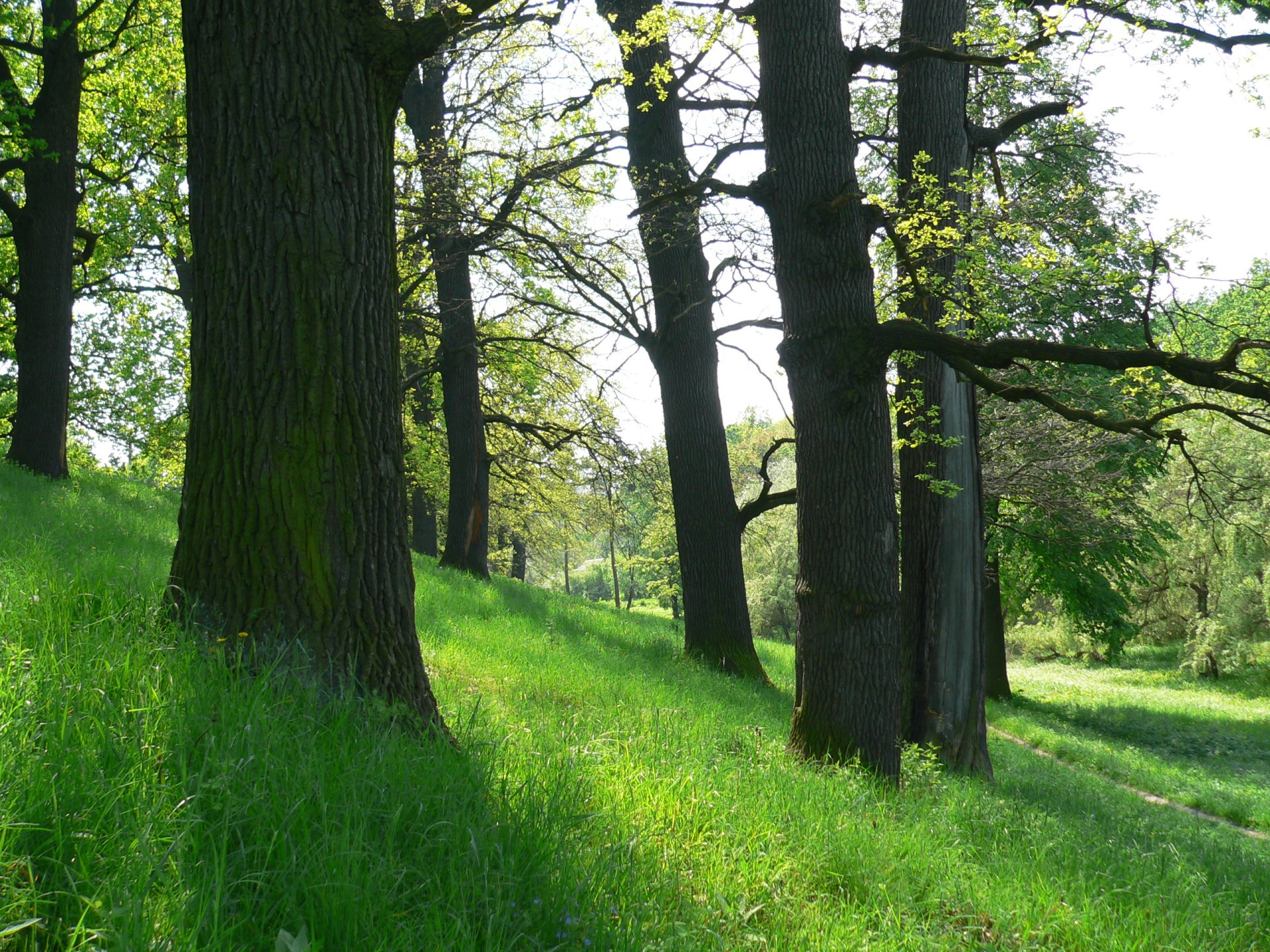
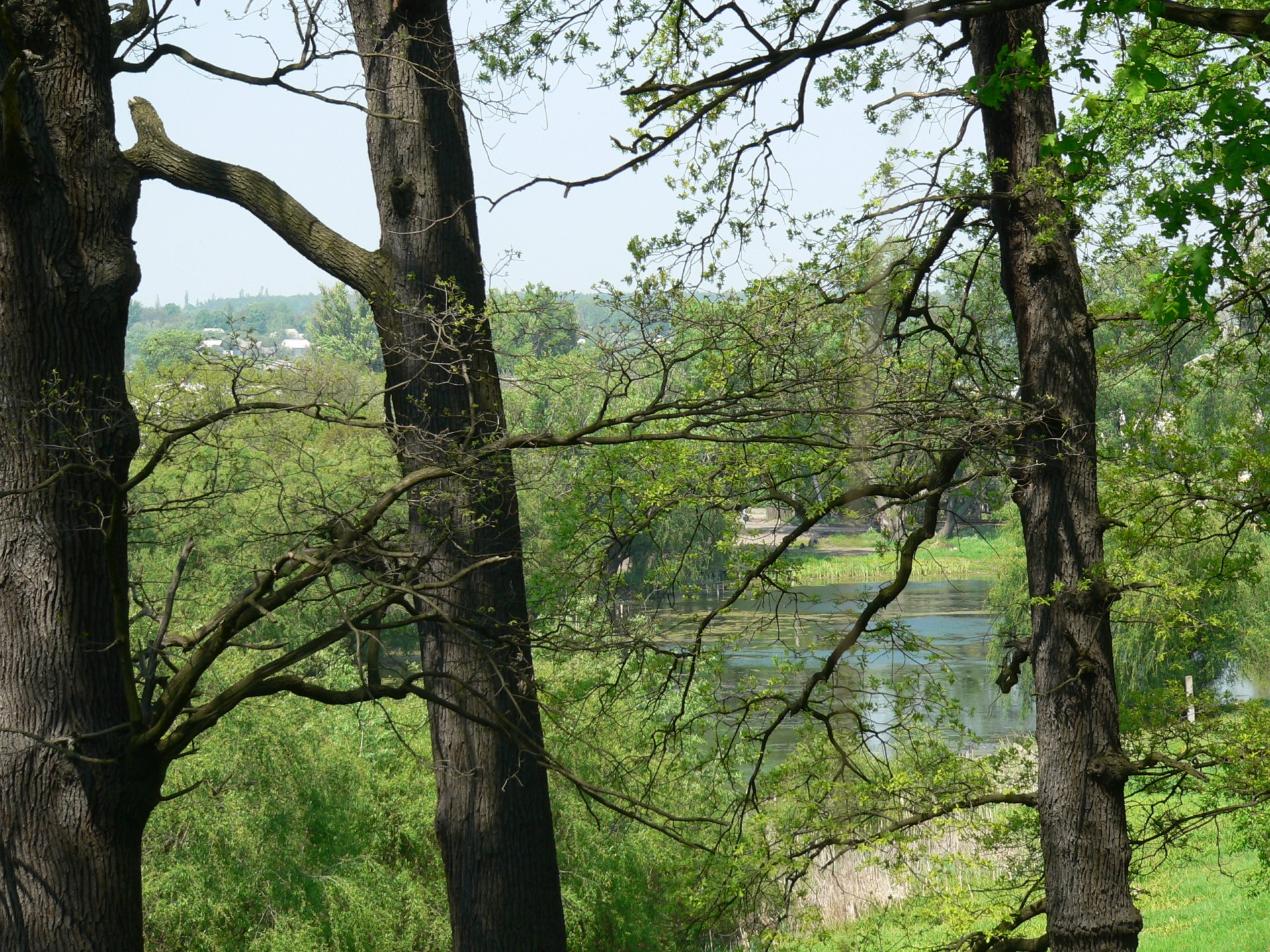
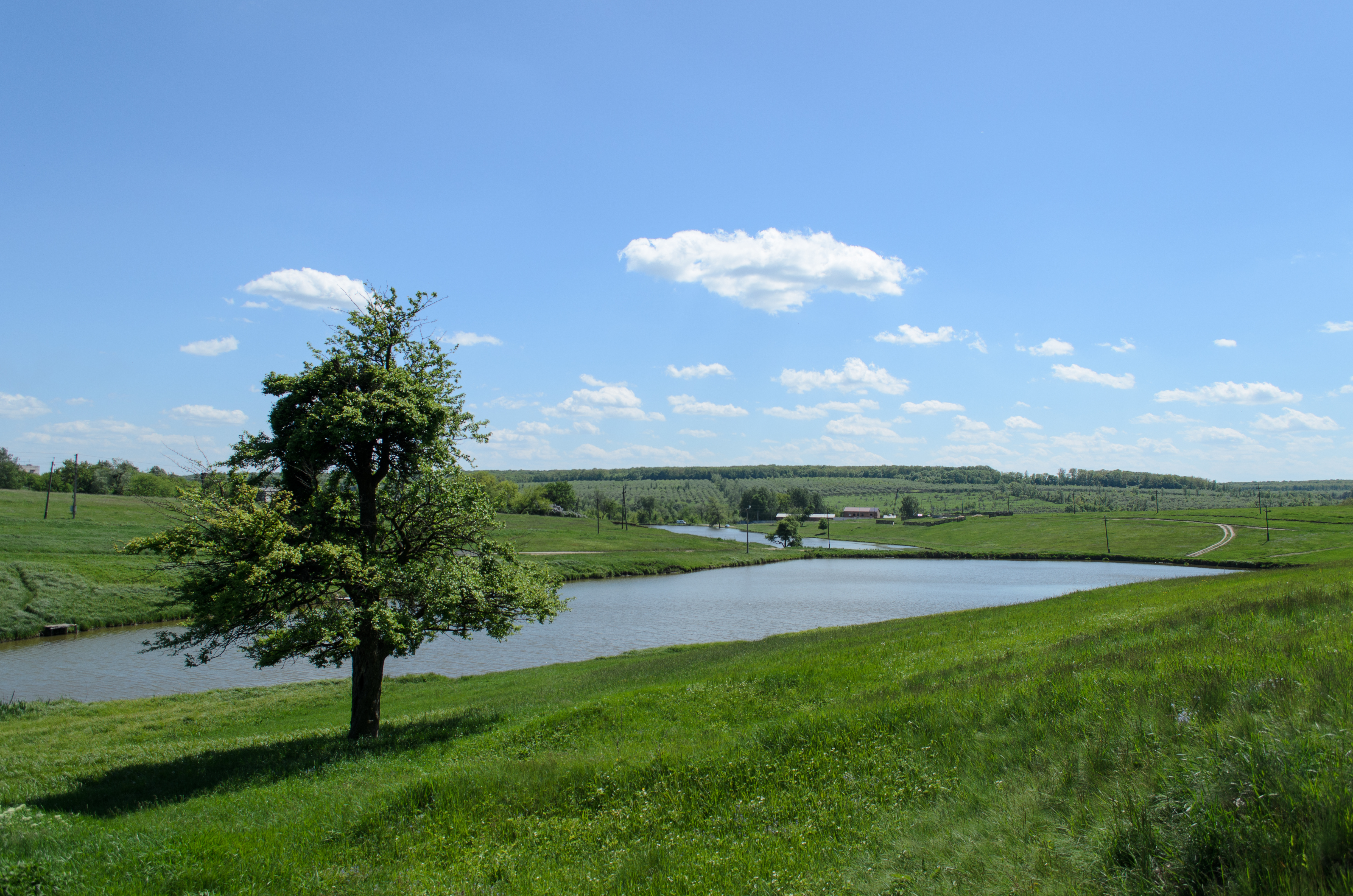
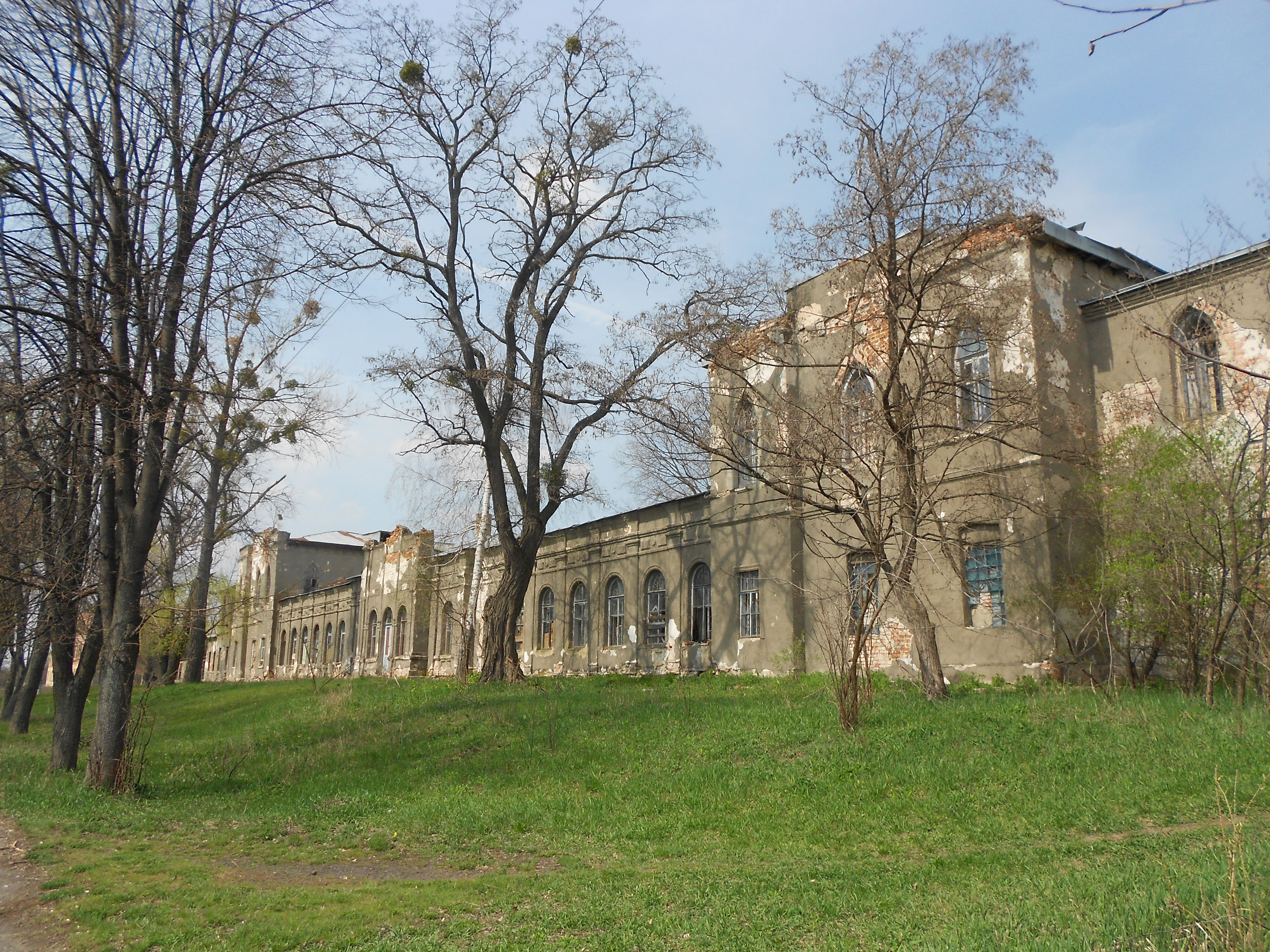
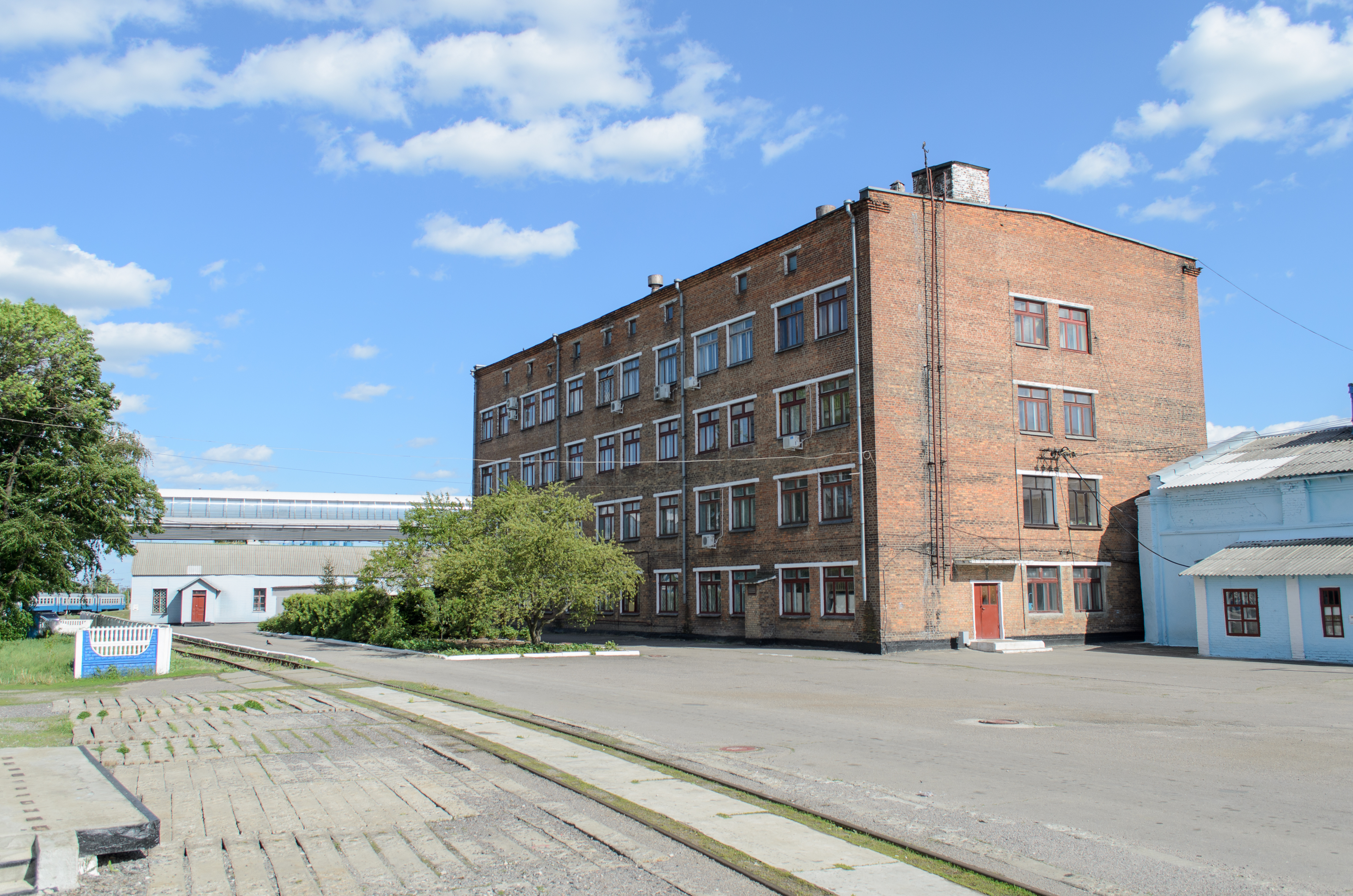
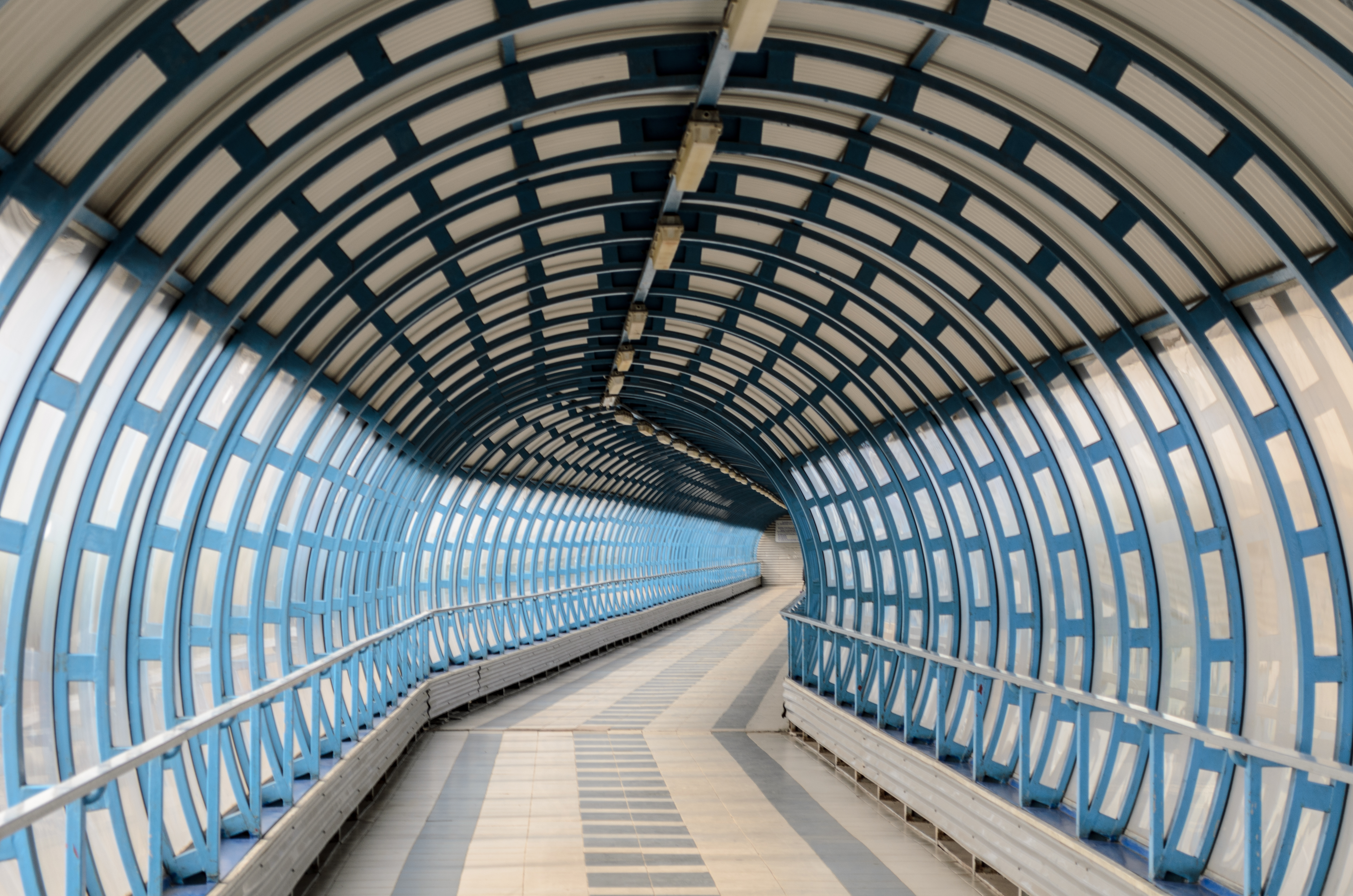
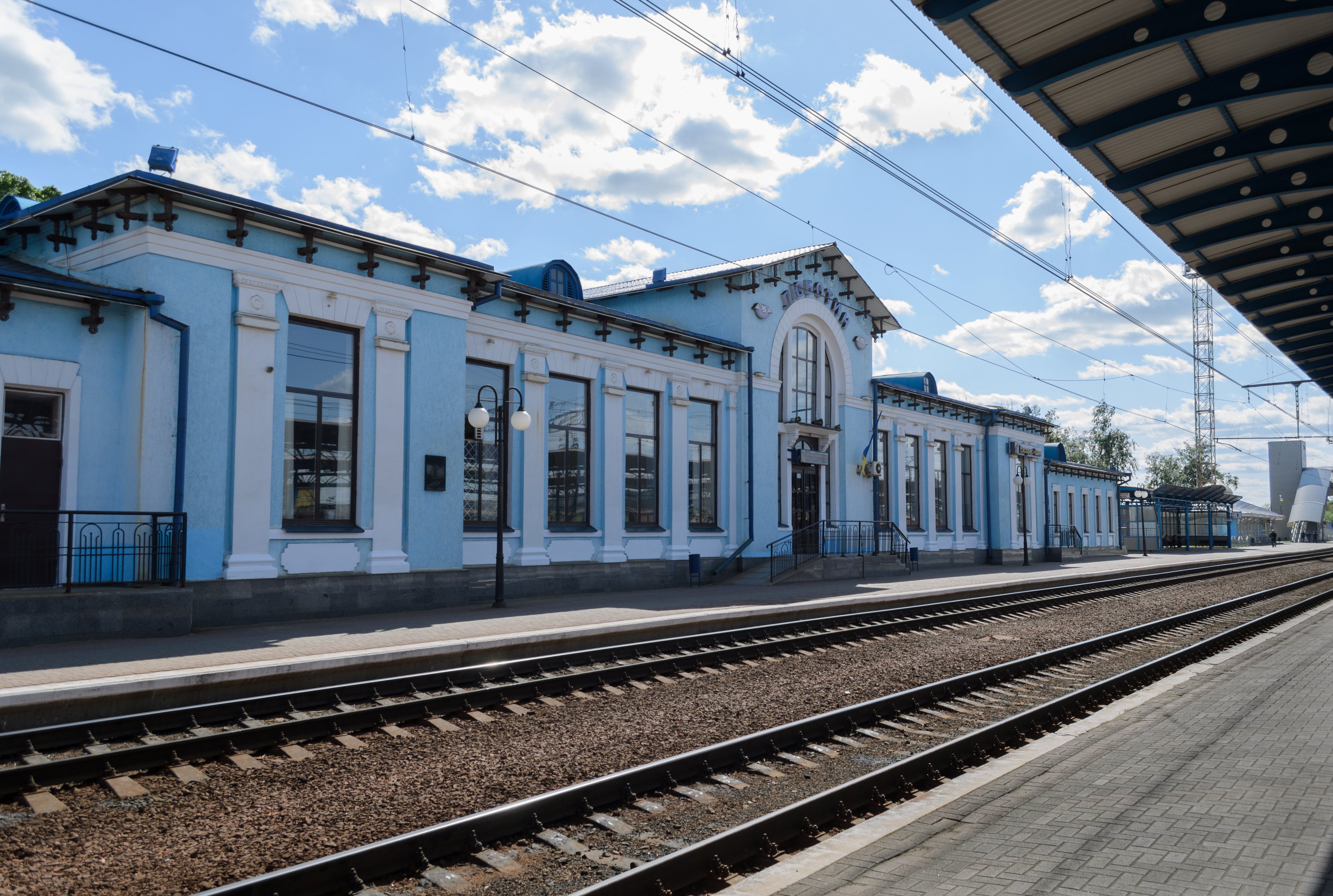